# Bizánci–bolgár háború (913–927)
A 913 és 927 között zajló bizánci–bolgár háború a Bizánci Birodalom és a Bolgár Birodalom közötti, közel másfél évtizedig tartó katonai konfliktus volt. A háborút III. Alexandrosz császár provokálta ki, aki megtagadta az adófizetést a bolgároknak; másrészt azonban I. Simeon fejedelem is csak a megfelelő ürügyet kereste, hogy elérje távlati célját és Bizánc trónjára ülhessen.
A 917-es ankhialoszi csatában a bolgárok döntő győzelmet arattak és szinte az egész Balkánon fölénybe kerültek. Elfoglalták Adrianopoliszt és a Peloponnészosz kivételével a mai Görögország egész területét. Katonai kudarcaik miatt a bizánciak diplomáciai eszközökkel próbálkoztak, többször is fellázították a bolgár vazallus szerbeket; ám ennek eredményeképp a bolgárok megszüntették a Szerb Fejedelemség önállóságát és annektálták az államot.
Konstantinápoly ostromához Simeonnak erős flottára volt szüksége, ezért 922-ben szövetséget próbált kötni az észak-afrikai Fátimidákkal. A követeket azonban a bizánciak elfogták és Rómanosz császár felüllicitálva a bolgár ajánlatot megakadályozta a szövetség megkötését. 
927-ben Simeon meghalt. A tizennégy éve húzódó háború mindkét országot kimerítette. Simeon fia, I. Péter békét kötött, amelyben a bizánciak elismerték császári (cári) címét és a bolgár ortodox egyház önállóságát; a szerződés megerősítésére Péter feleségül vette Rómanosz császár unokáját. A két állam közötti béke negyven éven át fennmaradt.

## Előzmények

### Politikai háttér
A fiatal I. Simeon bolgár fejedelem egy évvel hatalomra jutását követően háborúba keveredett a Bizánci Birodalommal, amelyben nagy győzelmet aratott, megvédte országa kereskedelmi érdekeit, éves adót fizettetett a bizánciakkal és kisebb területi nyereségre is szert tett a Fekete-tenger és a Sztrandzsa-hegység között. A győzelem megerősítette Bulgária dominanciáját a Balkánon és Simeon nagyravágyó terveket kezdett dédelgetni a császári cím, sőt Bizánc trónjának megszerzéséről, de ehhez még meg kellett erősítenie politikai és kulturális presztízsét. Nagyratörő építkezési programot indított, hogy a bolgár főváros, Preszlav fénye Konstantinápolyéval vetekedhessen. Folytatta apja, I. Borisz politikáját, aki sokat tett a keresztény bolgár kultúra megteremtéséért, hogy Bulgária a szlávok kulturális és vallási központjává váljon. A Borisz idejében alapított preszlavi és ohridi egyházi iskolák Simeon idejében is virágoztak és ebben az időszakban dolgozták ki a cirill ábécét (valószínűleg Ohridi Szt. Kelemen).

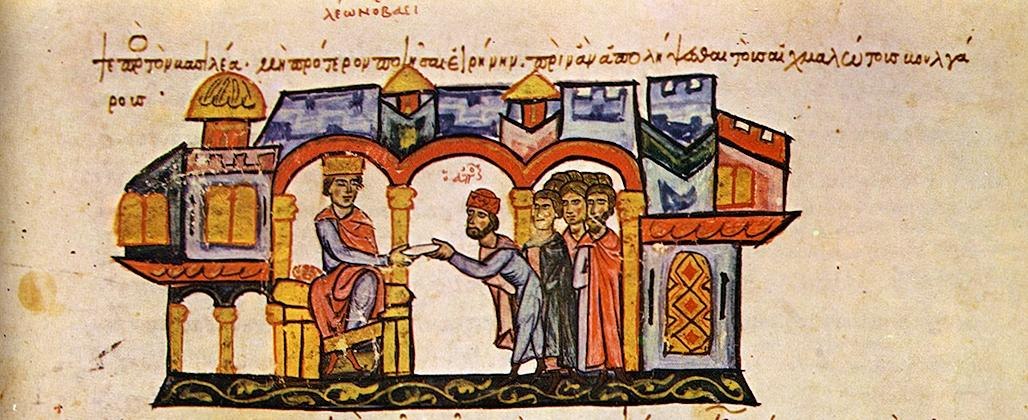
VI. León fogadja a bolgár követeket (Madridi Szkülitzész)

A 894–896-es háború során az etelközi magyarok betörése megmutatta az ország északi határainak sebezhetőségét. Miután a magyarokat felváltó besenyőkkel már jó viszonyt ápolt, Simeon a béke megkötése után a Nyugat-Balkánon igyekezett megerősíteni pozícióit. Mutimir szerb fejedelem 891-es halálát követően némi belháborút követően Petar Gojniković került a fejedelmi trónra. 897-ben Simeon elismerte Petart és védelme alá vette, így nyugati határain húsz éven át béke honolt. Petar azonban elégedetlen volt alávetett státuszával és kereste függetlenné válásának módjait.
A Bizánci Birodalom belső viszonyai gyengeségről árulkodtak. 903-ban megpróbálták meggyilkolni Bölcs Leó császárt, 905-ben pedig fellázadt a keleti hadsereg parancsnoka, Andronikosz Dukasz. A császár aztán viszályba keveredett Nikolaosz Müsztikosz pátriárkával, aki nem akarta elismerni a fiúörökösre vágyó uralkodó harmadik és negyedik házasságait (az ortodox egyház a megözvegyülő férfi egy újraházasodását engedélyezte). 907-re ez odáig fajult, hogy Bölcs Leó leváltotta a pátriárkát.

### A 904-es válság

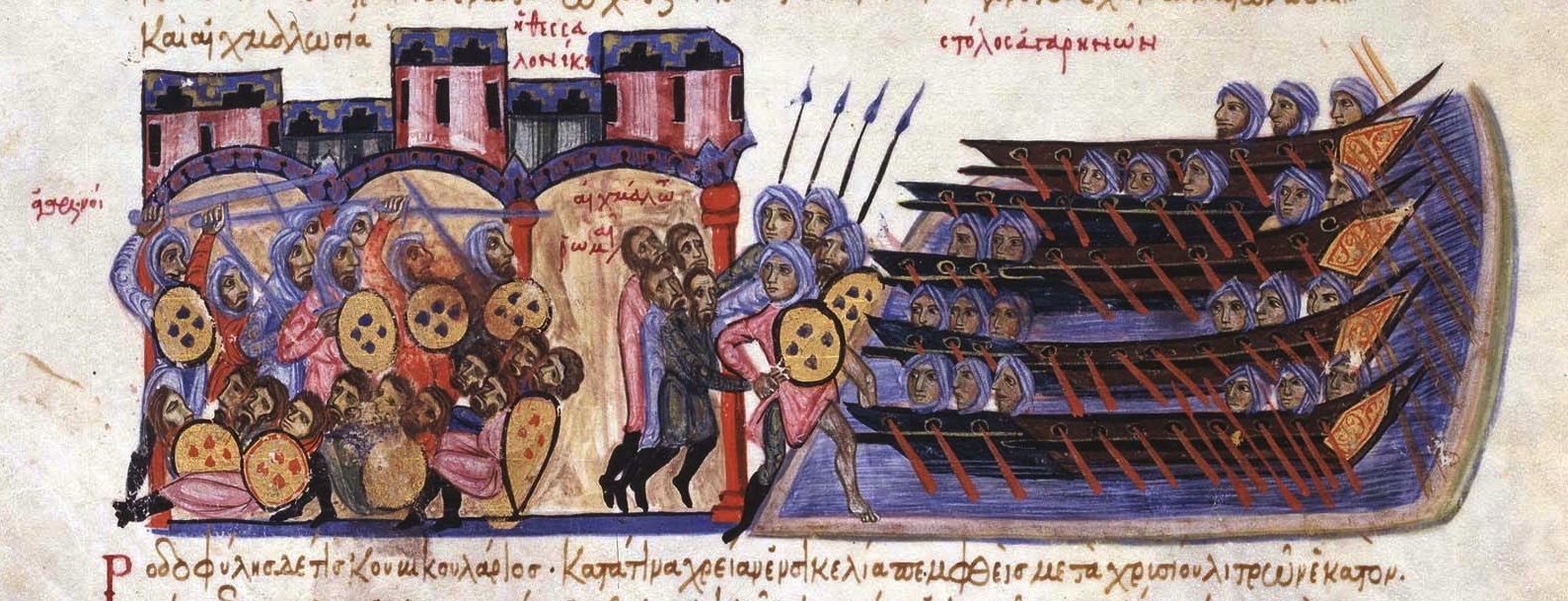
Az arabok kifosztják Thesszalonikét (Madridi Szkülitzész

A 10. század elejére az arabok teljesen megszállták Szicíliát, 902-től pedig rendszeresen fosztogatni kezdték az Égei-tenger partvidéki városait és hajóforgalmát. 904-ben egy váratlan támadással elfoglalták a birodalom második legnagyobb városát, Thesszalonikét; egy hétig fosztogatták és 22 ezer lakosát elhurcolták rabszolgának. Simeon ki akarta használni a kínálkozó lehetőséget és seregével hamarosan megjelent a szinte kihalt városnál. Thesszaloniké elfoglalásával a bolgárok jelentős kikötőre tettek volna szert az Égei-tengeren, folyamatosan fenyegethették volna Konstantinápolyt és megerősíthették volna balkáni pozícióikat. A császár egy tapasztalt diplomatát, León Khoiroszphaktészt küldte Simeonhoz, aki meggyőzte a fejedelmet, hogy vonuljon vissza. A tárgyalások eredményeképpen azonban Bulgária elismertette korábbi, még Preszjan fejedelem idejében tett hódításait, sőt még délebbre terjeszkedett. Egy korabeli felirat arról tanúskodik, hogy a bizánci-bolgár határ ekkoriban mindössze 20 km-re északra húzódott Thesszalonikétől. 

## A háború kitörése, Simeon császári koronázása

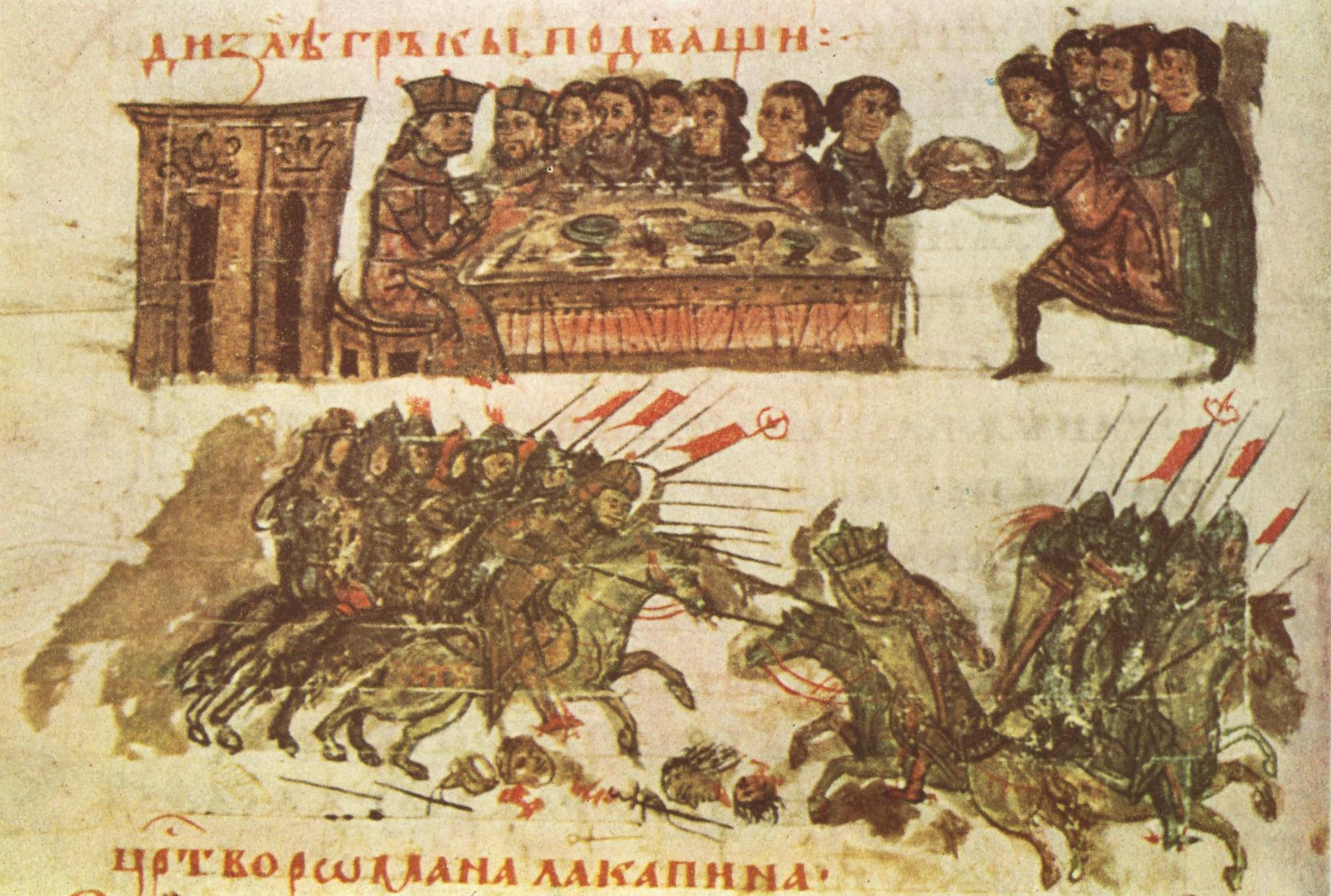
Fent: Konstantinápolyi lakoma Simeon tiszteletére; lent: bolgárok és bizánciak harca (Manasszész-krónika.

912-ben Bölcs Leó meghalt és a trónon öccse, Alexandrosz követte, aki sok tekintetben más politikát követett, mint bátyja, például visszahívta Nikolaosz Müsztikosz pátriárkát. A kor diplomáciai szokásainak megfelelően 912 végén vagy 913-ban Simeon követséget küldött az új császárhoz, hogy erősítsék meg az országaik közötti békeszerződést (amely alapján a bizánciak többek között éves adót fizettek a bolgároknak). Theophanosz bizánci krónikás szerint Simeon megüzente, hogy "megtartja a békét ha szívélyesen és tisztelettel bánnak vele, ahogyan az Leó császár idejében is történt. Alexandroszon azonban erőt vett az őrület és az ostobaság, megszégyenítve elküldte a követeket, fenyegette Simeont azt gondolván, hogy megfélemlítheti őt. A békét megszegték és Simeon úgy döntött hogy fegyvert fog a keresztények [a bizánciak] ellen."." A bolgár fejedelem, aki császári címre vágyott és bolgár-bizánci államot akart létrehozni, amúgy is csak a megfelelő ürügyre várt, hogy hadat üzenjen. A helyzet megfelelőnek látszott, mert az iszákos Alexandrosz népszerűtlen volt, kijelölt utódja, Bíborbanszületett Konstantin pedig csak egy beteges fiú, aki ráadásul az egyház számos papja szerint törvénytelenül kötött házasságból származott.Sablon:Cref Míg Simeon háborúra készülődött, 913 júniusában Alexandrosz császár váratlanul meghalt, miután egy lovaspóló játék során túlerőltette magát (más források szerint falánksága és iszákossága következtében). A Bizánci Birodalom trónja a kiskorú Konstantiné lett, a vele ellenséges Nikolaosz Müsztikosz régenssége mellett.

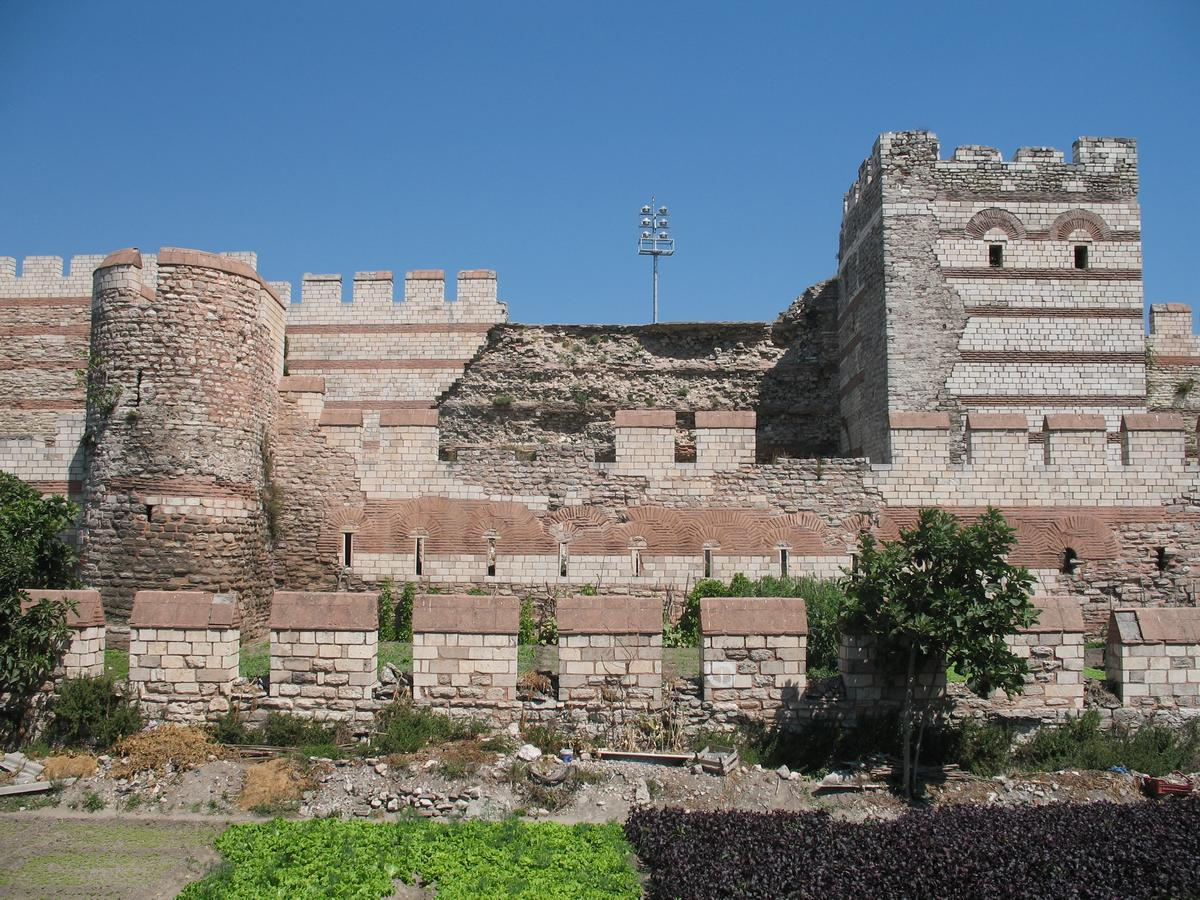
Konstantinápoly falai

A régens első dolga az volt, hogy leállítsa a bolgár támadást. A pátriárka levelet küldött Simeonnak, melyben bölcsességét dicsérte és óva intette attól, hogy egy "árva gyermeket" támadjon meg, aki semmivel sem sértette meg őt. A fejedelmet azonban nem tudta jobb belátásra bírni és augusztusban nagy sereggel megjelent Konstantinápoly falai előtt. A bolgárok ostrom alá vették a várost és nyugati falainak teljes hosszában, az Aranyszarv-öböltől a déli Aranykapuig sáncot emeltek. Simeon Konstantinápolyban nevelkedett és jól tudta, hogy a Márvány-tengert lezáró erős flotta nélkül nem tudja bevenni a várost, így ostromműveit valószínűleg inkább csak fenyegetésnek szánta, ténylegesen nem akart rohamot indítani. Elküldte tárgyalni Teodor Szigrica kavhánt (főminisztert), aki előadta a fejedelem két követelését: koronázzák a bolgárok császárává (cárjává) és jegyezzék el lányát Bíborbanszületett Konstantinnal. Így ő lett volna a bizánci császár apósa és régense is.
A tárgyalásokat követően Konstantin lakomára hívta meg a Blakhernai palotába Simeon két fiát, Nikolaosz pátriárka pedig átment a bolgárok táborába. Simeon a földre borult a főpap előtt, aki saját pátriárkai koronájával császárrá koronázta őt. A bolgárellenes bizánci krónikás szerint a koronázás nem volt érvényes, de a mai történészek úgy vélik hogy Simeon tisztában volt a bizánci szokásokkal, trükkökkel nem elégedett volna meg és ténylegesen bolgár császárrá koronázták. Nikolaosz elfogadta Simeon másik feltételét is, hogy jegyezzék el egymással a fiatal császárt és a bolgár cárlányt. Simeon és fiai ajándékokkal elhalmozva, diadalmasan tértek vissza Preszlavba.

## Az ankhialoszi csata
Az augusztusban megkötött egyezség azonban rövid életűnek bizonyult. Két hónappal később Bíborbanszületett Konstantin anyját, Zóé Karbónopszina hazaengedték száműzetéséből, ő pedig 914 februárjában egy palotaforradalommal elűzte Nikolaoszt a régenstanácsból. A pátriárka megtarthatta egyházi pozícióját, de cserébe el kellett ismernie Zóét császárnőnek. Az anyacsászárnő első dolga volt, hogy visszalépjen a Nikolaosz által kötött egyezményekből. A bolgárok erre 914 nyarán betörtek Trákiába, Makedóniába, Dürrakhionba (a mai Albániában) és Thesszalonikét is veszélyeztették. Ostrom alá vették és szeptemberre elfoglalták Trákia legnagyobb városát, Adrianopoliszt és bár a helyi lakosság elismerte Simeont uralkodójául, a bizánci hatóságok hatalmas hadisarcért cserébe visszakaphatták a várost.

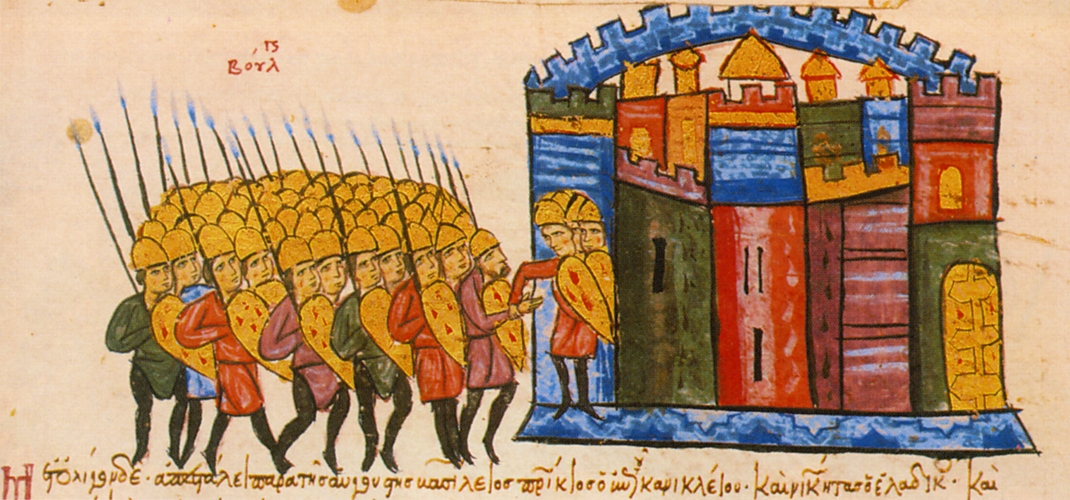
A bolgárok elfoglalják Adrianopoliszt

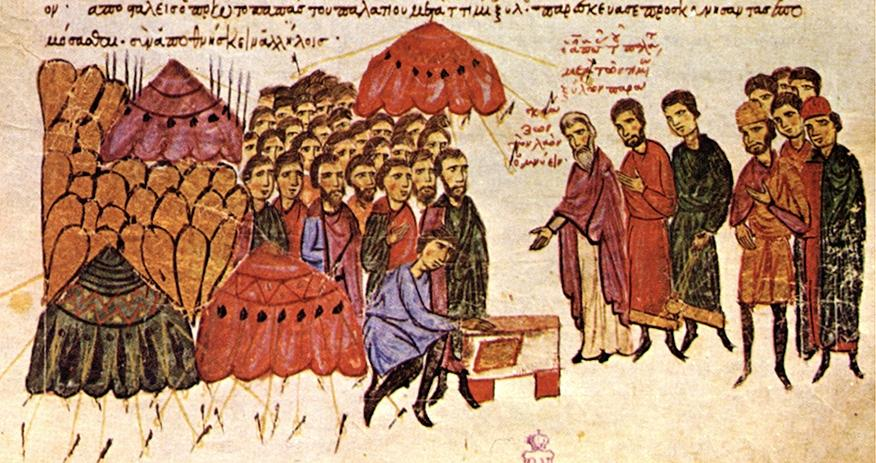
A bizánci katonák esküt tesznek az ankhialoszi csata előestéjén (Madridi Szkülitzész)

Bár elkésve, de Zóé nekilátott a bolgárok elleni háború diplomáciai előkészítésének. 917 júniusában két követet küldött al-Muktadir abbászida kalifához és békét kötött vele. Utasította Dürrakhion stratégoszát, León Rhabdukhoszt, hogy vegye fel a kapcsolatot Petar Gojniković szerb fejedelemmel, aki szeretett volna kiszabadulni a bolgár vazallusi pozícióból. Simeon azonban tudomást szerzett a szerbek árulásáról, szövetségese, Zahumljei Mihály időben figyelmeztette. A bolgár diplomácia azt is megakadályozta, hogy a bizánciak a magyaroktól kérjenek segítséget. Zóé a besenyőkkel is felvette a kapcsolatot, hozzájuk Ióannész Bogaszt küldte gazdag ajándékokkal. A besenyők azonban jó kapcsolatokat ápoltak a bolgárokkal, amit házasságokkal is megerősítettek; ennek ellenére Bogasznak sikerült néhány törzset megvesztegetnie. Megállapodtak, hogy a besenyő harcosokat a bizánci flotta átszállítja Trákiába; erre azonban nem került sor, talán Bogasz és Rómanosz Lekapénosz flottaparancsnok közötti rivalizálás miatt.
A bolgárellenes balkáni szövetséget így nem sikerült összehozni, de az arabokkal kötött béke lehetővé tette a keleti hadsereg átszállítását a Balkánra. Az összegyűjtött haderő vezetésével León Phókasz főparancsnokot (domesztikosz tón szkolón) bízták meg. Hadba vonulás előtt a katonák "meghajoltak az életadó Szent kereszt előtt és megesküdtek hogy készek meghalni egymásért". Miután északi és nyugati határait előzőleg biztosította, Simeon is nagy hadsereget tudott összegyűjteni. A döntő összecsapásra 917. augusztus 20-án került sor Ankhialosz közelében, az Akhelusz folyónál került sor. Előbb a bizánciak kerültek fölénybe és a bolgárok rendezetten hátráltak, de amikor León Phókasz leesett a lováról, a bizánci gyalogság azt hitte hogy meghalt és összezavarodtak. A csatát egy közeli dombról szemlélő Simeon ekkor személyesen állt a lovasság ellentámadásának élére. A bizánci hadrend megroppant és Theophanész szavaival "évszázadok óta nem látott vérontás vette kezdetét." A bizánci hadsereg majdnem teljesen megsemmisült, csak kevesen - köztük León Phókasz - érték el Messzembria kikötőjét, ahol a hajókon kerestek menedéket.
Ismét Nikolaosz Müsztikoszra várt a feladat, hogy próbáljon meg békét kötni Simeonnal. A pátriárka levelében mentegette a bizánci vezetést, hogy támadásuk nem Bulgária megsemmisítésére irányult, csak az újonnan megszállt területekről akarták kiűzni a bolgárokat. Megalázkodva kérlelte a cárt, hogy jó keresztényként bocsásson meg a testvéreinek a Krisztusban. Nikolaosz levele nem érte el a várt hatást, a bolgárok tovább nyomultak előtte és közvetlenül Konstantinápoly előtt a kataszürtai csatában újabb vereséget mértek a bizánciakra.

## A szerb hadjárat

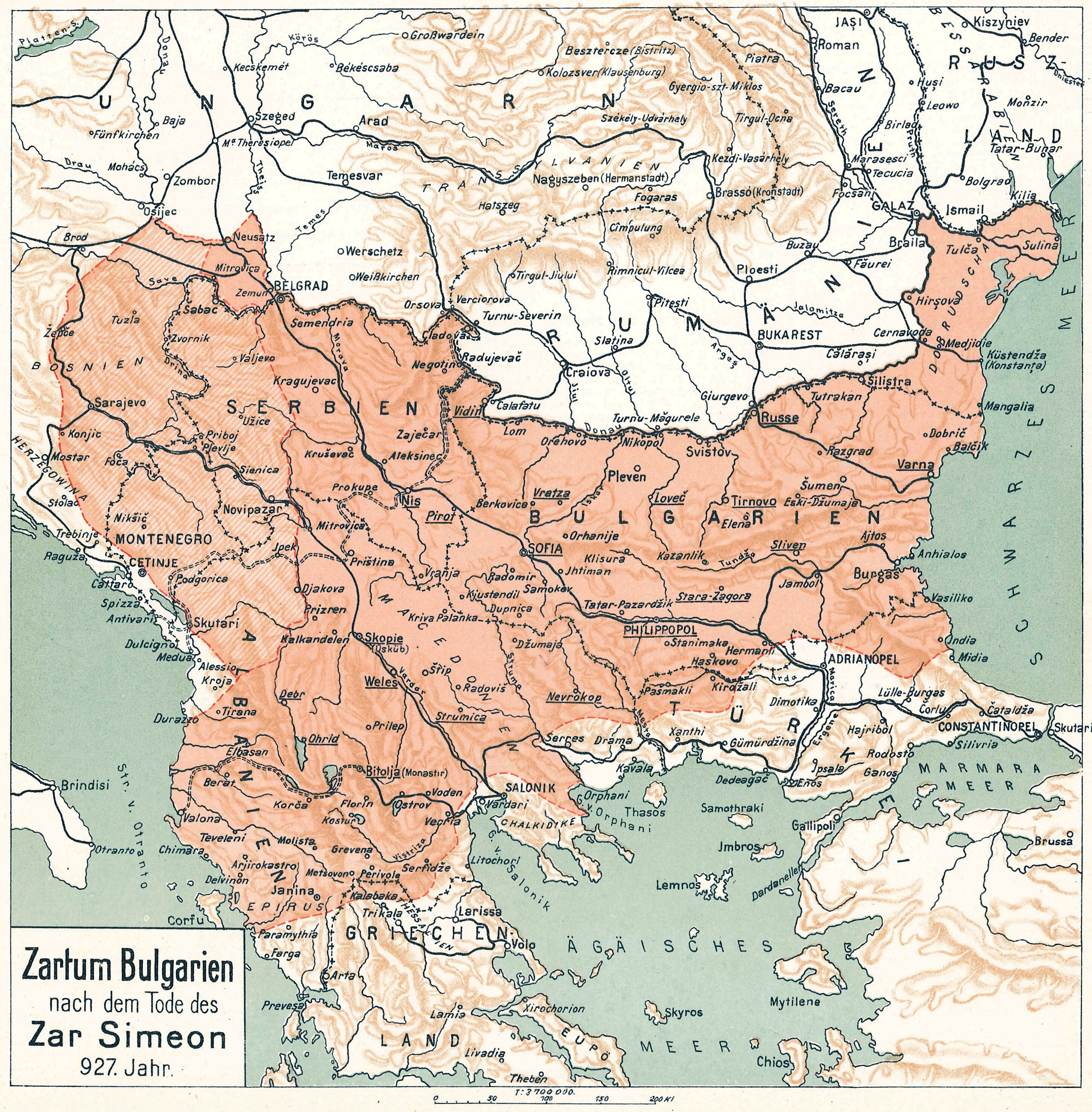
A Bolgár Birodalom Simeon idejében

Simeon egyelőre nem vette ostrom alá Konstantinápolyt, hanem az áruló szerbek ellen fordult. Teodor Szigrica kavhan és Marmaisz hadvezér vezetésével hadsereget küldött ellenük. A két vezér találkozóra hívta Petar Gojniković fejedelmet, ahol elfogták és Preszlavba küldték, ahol börtönében meghalt. Helyére a bolgárok Mutimir unokáját, Pavle Branovićot ültették, aki már régóta a bolgár fővárosban élt.
A bizánciak 920-ban Mutimir egy másik unokáját, Zaharija Pribislavljevićet küldték a szerbekhez, hogy próbálja meg átvenni a hatalmat. Zahariját azonban vagy Pavle vagy a bolgárok elfogták és elküldték Simeonnak. A bizánciaknak azonban sikerült lefizetniük Pavle fejedelmet, aki jelentős mennyiségű aranyért hajlandó volt átállni az oldalukra. Simeon 921-ben sereget küldött Pavle ellen; ennek vezetését Zaharijára bízta, aki sikerrel járt és hűséget esküdött a bolgár cárnak. A Konstantinápolyban nevelkedett Zaharija azonban hamarosan szintén hagyta magát megvesztegetni. A cár Szigrica és Marmaisz vezetésével egy kisebb sereget küldött ellene még 923-ban vagy 924-ben de a szerbek csapdába csalták és megölték őket. Zaharija a két bolgár vezér fejét elküldte Konstantinápolyba.
A feldühödött Simeon 924-ben nagy haderőt összpontosított a szerbek ellen, amely feldúlta az országukat, Zaharija pedig a horvátokhoz menekült. A bolgárok összehívták a szerb zsupánokat, hogy esküdjenek fel az új fejedelemre, a Preszlavban bolgár anyától született Časlavra; majd valamennyiüket elfogták és a bolgár fővárosba vitték. Szerbiát annektálták, Bulgária egyik tartománya lett belőle; Simeonnak elege lett a folytonos árulásukból és köpönyegforgatásukból.

## Bizánc elleni hadjáratok (918–922)

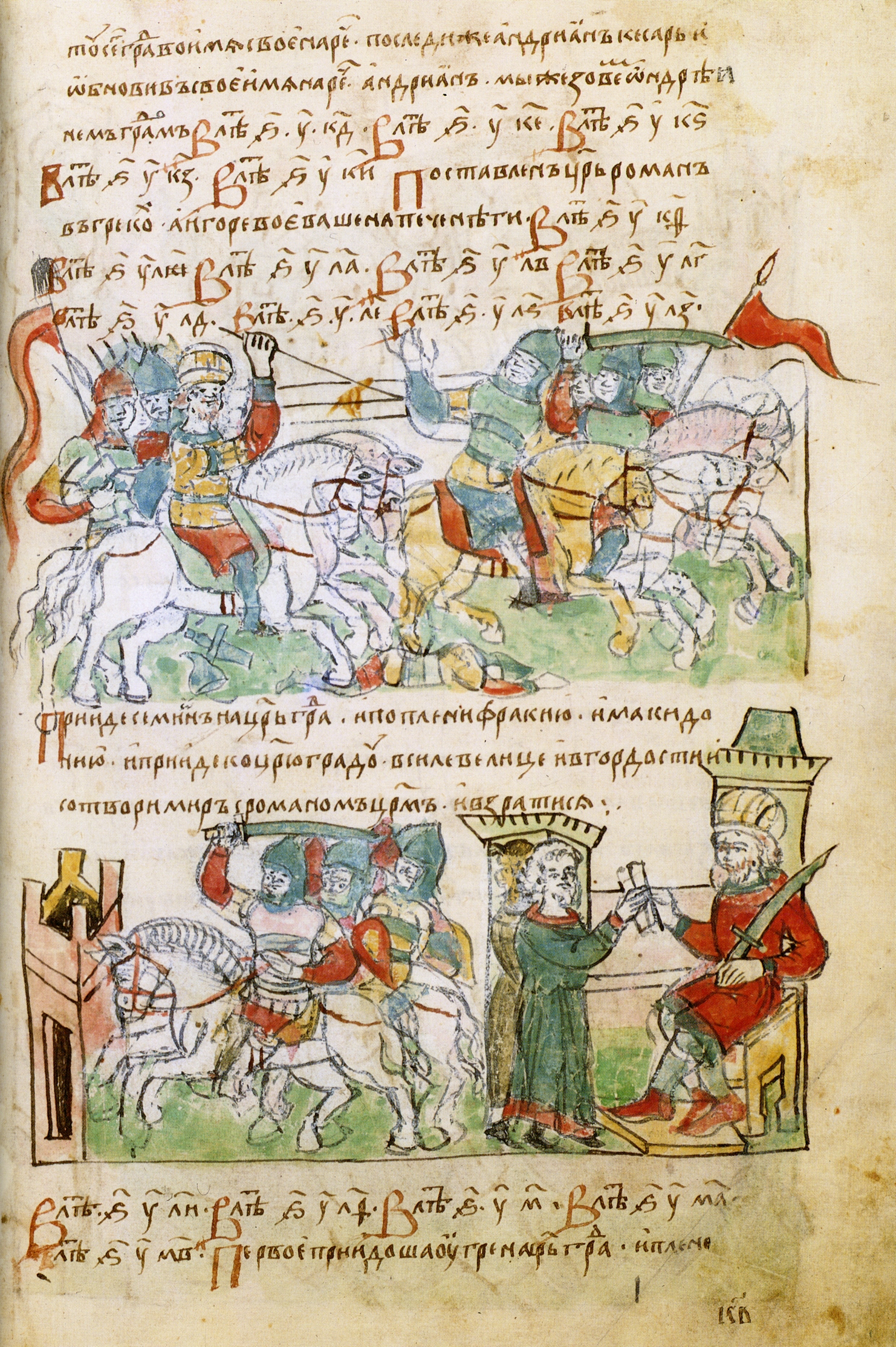
Fent: Bolgárok és görögök közötti csata 914-ben; lent: Simeon és Rómanosz tárgyalása (Radziwiłł-krónika).

A szerb hadjáratokkal párhuzamosan Simeon 917-ben maga állt élére a Hellasz thema elleni hadjáratnak és egészen a Korinthoszi-földszorosig jutott. A lakosság egy része Euboea szigetére és a Peloponnészoszra menekült, a többieket a bolgárok megadóztatták vagy foglyul ejtették. A thema székhelyét, Thébait elfoglalták, falait pedig lerombolták. A hadjárat egy epizódja belekerült a 11. században író Kekaumenosz Sztratégikon-jába. Simeon, miután hiábavalóan ostromolt egy népes görög várost, kémeket küldött, hogy megismerjék a védelem gyenge pontjait. Azok észrevették, hogy a város kapuja magasan a föld fölött sarokvasakon forog. A cár öt, fejszékkel felszerelt harcost küldött a városba, akik megölték az őröket, letörték a sarokvasakat és beengedték a bolgár hadsereget, akik így vérontás nélkül megszállták a várost.
919 tavaszán Rómanosz Lekapénosz tengernagy erőszakkal átvette a hatalmat, a bolgárokkal szemben tehetetlen Zóé Karbónopszinát pedig visszaküldte a kolostorba. Helyzete megerősítésére lányát, Helené Lekapénét hozzáadta Bíborbanszületett Konstantinhoz, szeptemberben felvette a kaiszar címet, decemberben pedig társuralkodóvá koronáztatta magát. A fejlemények feldühítették Simeont, mert távlati célja, a bizánci trón még messzebb került, ráadásul egy örmény paraszt fia vette el tőle a lehetőséget. El is utasította Rómanosz ajánlatát a családjaik közötti dinasztikus házasságra és nem volt hajlandó a békéről sem tárgyalni, amíg Rómanosz a császár.
920 őszén a bolgár hadsereg benyomult Trákiába, elérték a Dardanellákat és a Gallipoli-félsziget partján ütötték fel táborukat. A fejlemények aggasztották Rómanost, mert Gallipoli és a szemben fekvő kis-ázsiai Lampszakosz elfoglalásával a bolgárok elvághatták Konstantinápolyt az Égei-tengertől. Nikolaosz pátriárka megpróbálta felvenni a kacsolatot Simeonnal, hogy a békéről tárgyaljanak, de nem járt sikerrel.
A következő évben a Konstantinápoly melletti Kataszürtaihoz vonultak. A bizánciak Thermopolisz (mai Burgasz közelében) ellen indítottak egy kontingenst, hogy elvonják a bolgár főerőket a fővárosuk közeléből. Kiküldtek egy csapatot, hogy figyeljék a bolgárok mozgását, de felfedezték őket és bár érzékeny veszteségeket okoztak a bolgároknak végül menekülniük kellett. A csapat vezetője súlyosan megsebesülve ért vissza Konstantinápolyba és hamarosan meg is halt.
A thermopoliszi affér után további bolgár cspatokat küldtek délre, amelyek a Strandzsa-hegységen átkelve a bizánci főváros közvetlen környezetét dúlták és már az Aranyszarv-öböl menti palotákat veszélyeztették. A bizánciak összeszedték erőiket, a császári testőrséget, a városőrséget, a flotta tengerészeit és Pothosz Argürosz és Alexiosz Mószéle tengernagy vezetésével rátámadtak a bolgárokra. A 921 márciusában zajlott pégaióni csatában súlyos vereséget szenvedtek, a tengernagy menekülés közben vízbe fulladt és Argürosz is alig tudott elmenekülni. 922-ben a bolgárok bevették Bizüé városát és felégették Theodóra császárnő palotáját. A bizánciak ismét ellentámadássaé próbálkoztak: akkor támadták meg a bolgár tábort, amikor a katonák élelmet kereve szétszóródtak; de így is vereséget szenvedtek és vezérük elesett.

## Bolgár-arab szövetség

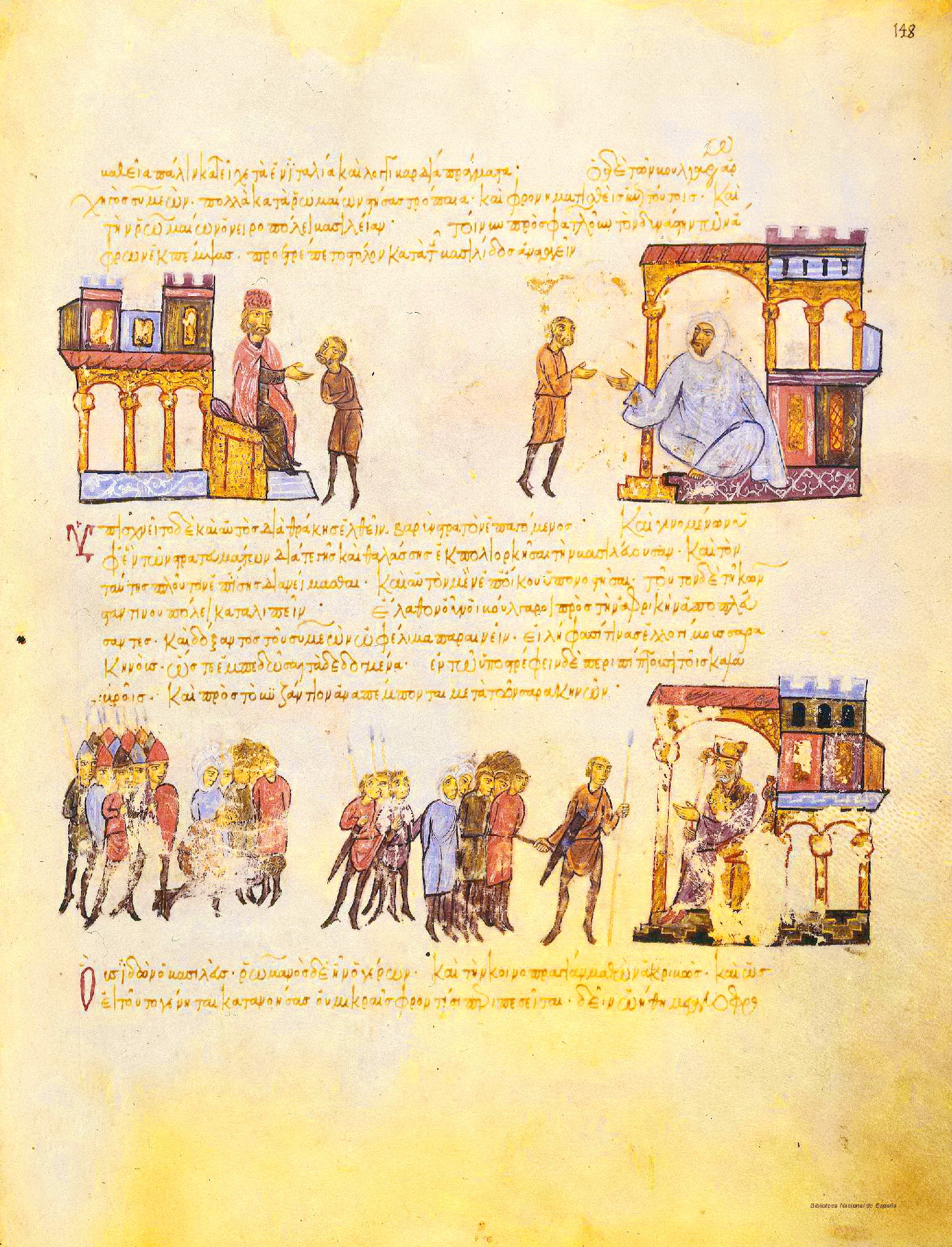
Rómanosz császár megakadályozza Simeon és a Fátimidák szövetségkötését

922-re a bolgárok szinte az egész Balkánt az ellenőrzésük alatt tartották, Simeon fő célja mégsem került közelebb. A cár tudta, hogy Konstantinápoly ostromához erős flottára van szüksége, így Abdalláh al-Mahdíhoz, az észak-afrikai Fátimidák kalifájához fordult. A Fátimidák Bizánc ellenségei voltak, a megszállt Szicíliáról folyamatosan zaklatták azok dél-itáliai birtokait. 914-ben ugyan békét kötöttek, de 918-tól kezdődően a Fátimidák ismét fosztogatni kezdték az itáliai partvidéket. 922-ben Simeon követeket küldött Mahdíjába (a mai Tunéziában), akik közös támadást javasoltak Konstantinápoly ellen, ahol a bolgárok a szárazföldi haderőt, az arabok pedig a flottát adnák. A zsákmányt egyenlően osztották volna el, a bolgárok megkapják a várost, a Fátimidák pedig Dél-Itáliát.
Al-Mahdí elfogadta az ajánlatot és a szövetség véglegesítéséhez elküldte a cárhoz saját követeit. Azonban a követek hajóját a calabriai partoknál elfogták a bizánciak, őket pedig Konstantinápolyba szállították. Amikor Rómanosz tudomást szerzett a szövetség tervéről, a bolgár követeket börtönbe vetette, az arabokat viszont a kalifának szánt gazdag ajándékokkal hazaküldte. Saját követséget küldött Al-Mahdíhoz és ráígérve a bolgárokra rávette, hogy utasítsa vissza a velük kötendő szövetséget. Al-Maszúdi szerint Simeon az Abbászidákkal is felvette a kapcsolatot, Tarszoszba küldött követeket, de ez a szövetség sem jött létre.

## Later years

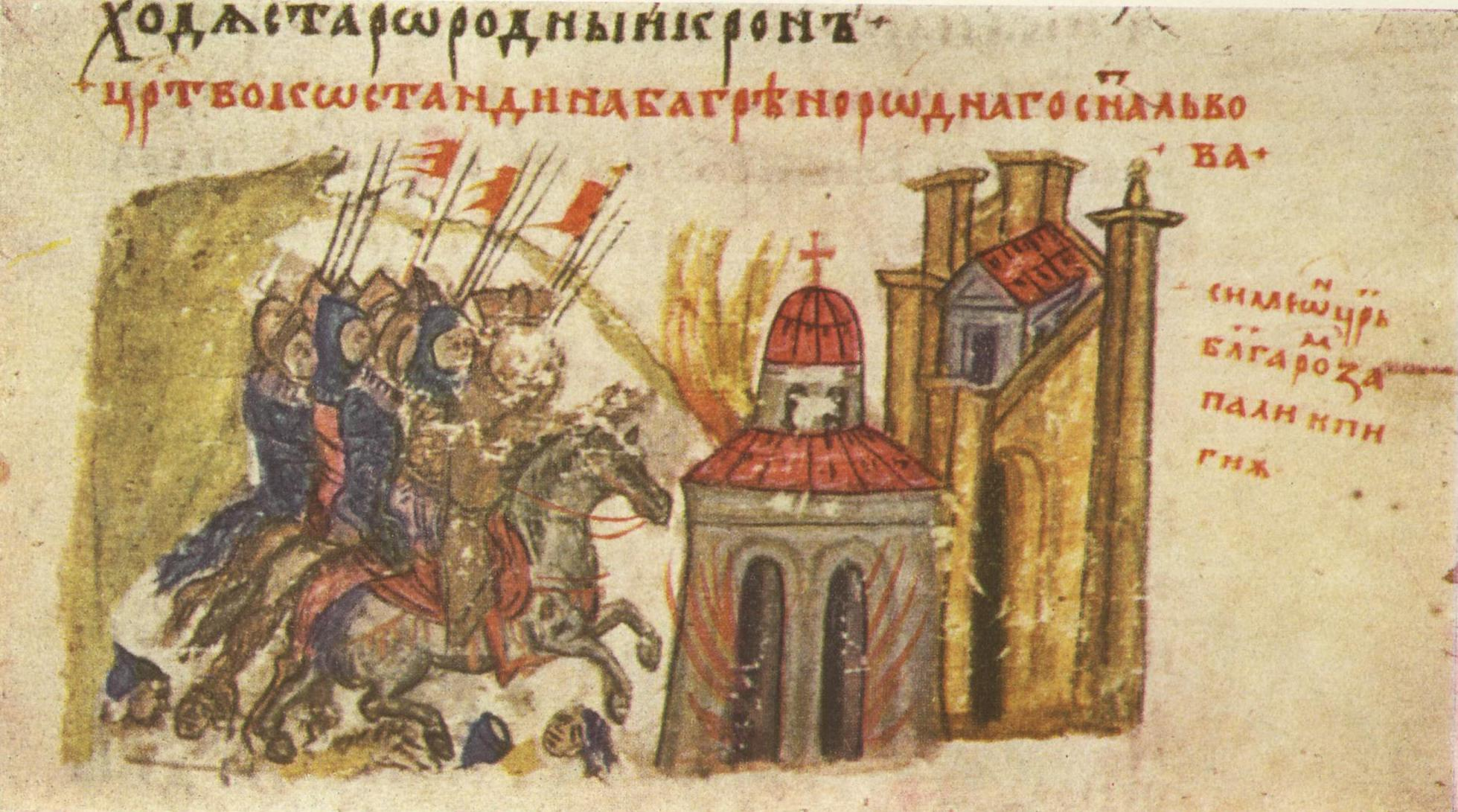
A bolgárok felgyújtják az Életadó forrás-templomot (Manasszész-krónika)

Az arab szövetség kútbe esésével Simeon 923 őszén vagy 924-ben ismét betört Trákiába. Feldúlta Konstantinápoly környékét, felégette az Életadó forrás-templomot és a város falainál ütött tábort. A cár találkozni akart Rómanosszal, hogy fegyverszünetet kössenek. A bolgárok alaposan átvizsgálták a kijelölt helyszínt, mert még emlékeztek rá, hogy egy évszázaddal korábban, 813-ban a bizánciak ugyanazon a helyen próbálták orvul meggyilkolni Krum kánt.
Theophanész így írt a találkozóról:"...Simeon nagy sereggel érkezett, amelyet sok csapatra osztott, egyesek arany pajzsokkal és arany lándzsákkal voltak felszerelkezve, mások ezüst pajzsokkal és ezüst lándzsákkal, megint mások különféle színű fegyverekkel, és valamennyien vasba öltöztek." A találkozóhoz Rómanosz ért oda előbb, majd a testőrökkel körbevett Simeon léptetett oda a lován. A bizánci krónikás szerint miután összecsókolóztak, Rómanosz felelősségre vonta Simeont, hogy hogyan tud Isten színe elé állni, amikor ennyi keresztény vér szárad a lelkén; Simeon pedig ere nem tudott mit mondani. Állítólag a találkozó végén két sast láttak, akik a levegőben összecsaptak, majd egyikük Trákia, a másik Konstantinápoly felé elrepült. Rómanosz elismerte Simeonnak a magáéval egyenlő császári címét (de ezt nem ratifikáltatta a kormányzattal), de másban nem tudtak megegyezni. Egy 925-ös levelében Rómanosz felháborodott azon, hogy Simeon a "bolgárok és rómaiak császárának" hívatta magát és visszakövetelte a bolgárok által megszállt trákiai erődöket..
926-ban Simeon a horvátok ellen küldött hadsereget, mert Tomiszlav király befogadta ellenségeit és egy görögök elleni offenzíva esetén veszélyeztették volna a hátországát. A boszniai hegyek között a horvátok meglepték a bolgárokat és az egész sereget megsemmisítették. A cár pápai közvetítéssel békét kötött Tomiszlavval és újabb hadjáratot készített elő a bizánci főváros ellen. A készülődés közben azonban, 927. május 27-én, 63 éves korában meghalt.

## A békekötés
Simeont fiatalkorú második fia, Péter követte a trónon. A bolgár udvar legbefolyásosabb személyisége ekkor a fiatal cár anyai nagybátyja, Georgi Szurszuvul volt, aki nagykorúvá válásáig ellátta a régensi teendőket. Péter és Szurszuvul betört Trákiába és néhány (a bolgárok által már korábban elfoglalt) erődöt leromboltak. Miután Péter megmutatta hogy ő is harcos fejedelem, erődemonstrációja után békét ajánlott. A tárgyalások eleinte Meszembriában, majd Konstantinápolyban folytak. Mikor megegyeztek a feltételekben, Péter személyesen vonult be a bizánci fővárosba, ahol Rómanosz fogadta és a Blakhernai palotában megkötötték a békeszerződést, amelynek megerősítéseképpen a bolgár cár feleségükl vette Rómanosz unokáját, Maria Lekapénét (aki ebből az alkalomból felvette az "béke" jelentésű Eiréné nevet). Az esküvőre 927. október 8-án került sor az Életadó forrás templomában (amelyet Simeon lerombolt és amelyet újjápítettek).

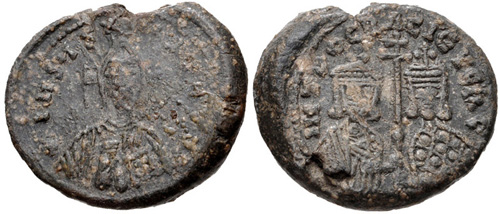
Péter cár és felesége, Eiréné pecsétje

A békeszerződésben a görögök elismerték a bolgár uralkodó császári címét, de ahhoz ragaszkodtak hogy ő a bizánci császár "lélekbeni fia". A megfogalmazás ellenére a két uralkodó formálisan egyenrangúnak minősült. Elismerték a bolgár ortodox egyház önállóságát, amely így az ötödik autokefál egyháznak minősült (Konstantinápoly, Alexandria, Antiokhia és Jeruzsálem után) A szerződés előírta a hadifoglyok kölcsönös elengedését és rögzítette a bizánciak által a bolgároknak fizetendő éves adó mértékét. A két ország közötti határ nagyjából visszállt a 904-es állapotra, vagyis Péter visszaszolgáltatta az apja által megszállt területeket; Makedónia és Epirusz nagy részét azonban megtartotta.

## Következmények
Péter trónra lépését követően két fivére is fellázadt: Iván 928-ban, Mihály pedig 930-ban, de mindkettő elbukott. Hosszú, 965-ig tartó uralkodása alatt a bolgár állam aranykorát élte: belső viszonyai konszolidálódtak, a gazdaság fejlődött, a kultúra virágzott. A kortárs Kozma presbiter írásaiból egy tehetős, könyveket szerető, kolostorokat alapítő bolgár elit képe rajzolódik ki, és a Preszlavban, Koszturban és másutt fennmaradt tárgyi bizonyítékok is a 10. századi Bulgária jólétéről árulkodnak. A földbirtokosok és a főpapság hatalma jelentősen megnőtt a parasztság jogainak rovására, ami társadalmi forrongásokhoz vezetett. Kozma presbiter a bolgár apátokat és püspököket kapzsisággal, falánksággal, a nyájuk elhanyagolásával vádolta. Ilyen körülmények között jött létre a bogumilizmus, az az eretneknek minősített szekta, amely fokozatosan elterjedt a Balkánon, a Bizánci Birodalomban, Észak-Itáliában és Dél-Franciaországban (katharok) is. A Bolgár Birodalom stratégiai helyzete nem javult, erős, sokszor ellenséges szomszédok vették körbe: északnyugaton a magyarok, északkeleten a besenyők és az egyre erősödő Kijevi Rusz, délen pedig a megbízhatatlan Bizánci Birodalom.
A béke lehetővé tette, hogy a Bizánci Birodalom erőforrásait keletre, a felbomlóban lévő Abbászida Kalifátusra összpontosítsa. A tehetséges Iónnész Kurkuasz vezetésével megfordították az addig az araboknak kedvező hadiszerencsét, látványos sikereket érve el. 944-ben kifosztották az Eufrátesz középső folyánál fekvő Amida, Dara és Niszibisz városokat és ostrom alá vették Edesszát. Fölényüket Niképhorosz Phókasz császár idején (963-969) is megtartották: visszavették Krétát és néhány kis-ázsiai várost. A győzelmek megerősítették a császár önbizalmát és 965-ben megtagadta az adófizetést a bolgároknak. A kiújúló háborúban Szvjatoszláv kijevi fejedelemmel és a magyarokkal szövetkezett és 968-ban az egyesült hadak támadása a bolgár állam összeomlásához, majd 50 éves háborúskodáshoz vezetett, amelynek a végén, 1018-ban annektálták Bulgáriát.

## Fordítás
- Ez a szócikk részben vagy egészben  a   Byzantine–Bulgarian war of 913–927 című angol Wikipédia-szócikk ezen változatának fordításán alapul.  Az eredeti cikk szerkesztőit annak laptörténete sorolja fel. Ez a jelzés csupán a megfogalmazás eredetét és a szerzői jogokat jelzi, nem szolgál a cikkben szereplő információk forrásmegjelöléseként.